# Plongeon aux Jeux olympiques d'été de 1928
Navigation
Paris 1924 Los Angeles 1932
À l'occasion des Jeux olympiques d'été de 1928, quatre compétitions de plongeon furent organisées. 61 plongeurs représentant 18 pays se disputèrent les 12 médailles mises en jeu.

## Tableau des médailles pour le plongeon
| Place | Nation     | Médaille d'or | Médaille d'argent | Médaille de bronze | Total |
| ----- | ---------- | ------------- | ----------------- | ------------------ | ----- |
| 1     | États-Unis | 4             | 3                 | 2                  | 9     |
| 2     | Égypte     | 0             | 1                 | 1                  | 2     |
| 3     | Suède      | 0             | 0                 | 1                  | 1     |

## Nations participantes
| - Australie (1 : 1 - 0) - Allemagne (9 : 5 - 4) - Autriche (2 : 1 - 1) - Canada (1 : 1 - 0) - Danemark (1 : 1 - 0) - Égypte (2 : 2 - 0) - États-Unis (9 : 4 - 5) - Finlande (2 : 1 - 1) - France (4 : 3 - 1) | - Hongrie (1 : 1 - 0) - Italie (3 : 3 - 0) - Japon (1 : 1 - 0) - Mexique (1 : 1 - 0) - Pays-Bas (7 : 3 - 4) - Royaume-Uni (7 : 4 - 3) - Suède (8 : 5 - 3) - Suisse (1 : 1 - 0) - Tchécoslovaquie (1 : 1 - 0) |

## Résultats
Les classements des finales.

### Tremplin à 3 mètres
| Rang               | Pays       | Plongeur           | Points |
| ------------------ | ---------- | ------------------ | ------ |
| Médaille d'or      | États-Unis | Pete Desjardins    | 185,04 |
| Médaille d'argent  | États-Unis | Michael Galitzen   | 174,06 |
| Médaille de bronze | Égypte     | Farid Simaika      | 172,46 |
| 4                  | États-Unis | Harold Smith       | 168,96 |
| 5                  | Allemagne  | Arthur Mund        | 154,72 |
| 6                  | Allemagne  | Ewald Riebschläger | 153,86 |
| 7                  | Canada     | Alfred Phillips    | 149,48 |
| 8                  | Allemagne  | Heinz Plumanns     | 150,18 |
| 9                  | Japon      | Fumo Takashina     | 139,78 |

| Rang               | Pays       | Pongeuse            | Points |
| ------------------ | ---------- | ------------------- | ------ |
| Médaille d'or      | États-Unis | Helen Meany         | 78,62  |
| Médaille d'argent  | États-Unis | Dorothy Poynton     | 75,62  |
| Médaille de bronze | États-Unis | Georgia Coleman     | 73,38  |
| 4                  | Allemagne  | Ilse Meudtner       | 67,42  |
| 5                  | Allemagne  | Margaret Borgs      | 65,16  |
| 6                  | Allemagne  | Lini Söhnchen       | 63,28  |
| 7                  | Pays-Bas   | Geertruida Klapwijk | 60,98  |
| 8                  | Pays-Bas   | Alida van Leeuwen   | 59,82  |
| 9                  | Autriche   | Klara Bornett       | 56,90  |
| 10                 | Pays-Bas   | Catharina Hesterman | 48,20  |

### Plongeon de haut-vol
Plateforme à 10 mètres
| Rang               | Pays        | Plongeur           | Points |
| ------------------ | ----------- | ------------------ | ------ |
| Médaille d'or      | États-Unis  | Pete Desjardins    | 98,74  |
| Médaille d'argent  | Égypte      | Farid Simaika      | 99,58  |
| Médaille de bronze | États-Unis  | Michael Galitzen   | 92,34  |
| 4                  | États-Unis  | Walter Colbath     | 85,78  |
| 5                  | Allemagne   | Ewald Riebschläger | 82,44  |
| 6                  | Allemagne   | Karl Schumm        | 80,54  |
| 7                  | Canada      | Alfred Phillips    | 77,26  |
| 8                  | Royaume-Uni | Albert Knight      | 72,22  |
| 9                  | Allemagne   | Julius Rehborn     | 67,78  |

| Rang               | Pays       | Pongeuse                  | Points |
| ------------------ | ---------- | ------------------------- | ------ |
| Médaille d'or      | États-Unis | Elizabeth Becker-Pinkston | 31,60  |
| Médaille d'argent  | États-Unis | Georgia Coleman           | 30,60  |
| Médaille de bronze | Suède      | Laura Sjöqvist            | 29,20  |
| 4                  | Pays-Bas   | Mietje Baron              | 27,20  |
| 5                  | Finlande   | Greta Onnela              | 26,00  |
| 6                  | Allemagne  | Hanni Rehborn             | 26,50  |